# Tropisétron

Le tropisétron est un antagoniste des récepteurs 5-HT3 à la sérotonine, utilisé habituellement comme antiémétique pour traiter les nausées et vomissement dérivés de la chimiothérapie. Cependant il a été utilisé expérimentalement comme analgésique dans des cas de fibromyalgie.
Il est commercialisé en France sous le nom de Navoban par le laboratoire Novartis depuis le 17 février 1995. 

## Stéréochimie
Le tropisétron a aussi un atome de carbone asymétrique sur le C3 du radical 8-méthyl-8-azabicyclo[3.2.1]oct-3-yle.